# یوروس
یوروس (به سوئدی: Djurås) یک منطقهٔ مسکونی در سوئد است که در بخش گاگنف واقع شده‌است. یوروس ۱٫۵۷ کیلومتر مربع مساحت و ۱٬۲۷۸ نفر جمعیت دارد.